# پنج‌گاه
در آیین زرتشتی هر شبانه‌روز به پنج گاه بخش شده و در هر گاه نمازی خوانده می‌شود. هرکدام از این گاه‌ها با نام ویژه خود خوانده می‌شود: هاون، رفتون، ازیرن، ایوه سریترم و اشهن.
1. هاون‌گاه (اوستایی: 𐬵𐬁𐬎𐬎𐬀𐬥)، از برآمدن آفتاب تا نیمروز: واژه «هاون» همان کلمه هاون امروزی است و از ریشه اوستایی به معنی «فشردن» آمده است، چون بامدادان و هنگام برآمدن آفتاب، موبدان گیاه سپندینه هوم را می‌کوبند و با آدابی ویژه از آن شربتی تقدیس شده فراهم می‌آورند.
2. رپیتون‌گاه (یا گاه رفتون؛ اوستایی: 𐬭𐬀𐬞𐬌𐬚𐬡𐬌𐬥) از نیمروز تا سه ساعت پس از نیمروز: از روز اورمزدوآبانماه یعنی آغاز زمستان بزرگ (بیست و پنجم مهر ماه تقویم رسمی) تا پایان سال گاه‌رفتون وجود ندارد و خواندن نماز گاه‌رفتون جایز نیست. گاه هاون در این روزها از برآمدن آفتاب تا سه ساعت پس از نیمروز می‌باشد، یعنی با کوتاه شدن طول روز گاه هاون جایگزین گاه رفتون می‌شود. در یکم فروردین، گاه رپیتون به جای خود بازمی‌گردد.
3. اوزییرینه‌گاه (یا گاه ازیرن؛ اوستایی: 𐬎𐬰𐬀𐬌𐬌𐬈𐬌𐬭𐬌𐬥)، از ساعت سه پسین تا فرورفتن آفتاب: اوزیر واژه‌ای مرکب است. اوز به چم «بیرون، آن سوی»، و ایرن به چم «روز» است و روی‌هم‌رفته به چم «پسین، آن سوی روز» است.
4. اییویسروثریمه‌گاه (یا گاه ایوه سریترم؛ اوستایی: 𐬀𐬌𐬡𐬌𐬯𐬭𐬏𐬚𐬭𐬌𐬨)، از فرورفتن آفتاب و پیدا شدن ستاره شامگاهی در آسمان تا نیمه شب: اییویسروثریمه احتمالاً به چم «آهسته فرا رسنده» است. در بندهش در توضیح این گاه چنین آمده است: «هنگامی که ستاره موجود در آسمان آشکار شد تا نیمه شب»
5. اوشهینه‌گاه (یا گاه اشهن؛ اوستایی: 𐬎𐬴𐬀𐬵𐬌𐬥)، از نیمه شب تا برآمدن آفتاب: واژه اوشهین از واژه اوشاه به معنی «سپیده‌دم» گرفته شده‌است. گاه اشهن بنام روز قبل خوانده می‌شود. یعنی آغاز روز از برآمدن آفتاب در گاه هاون در نظر گرفته می‌شود.

## گاه‌ها در آیین زرتشتی
ادر پایان نماز زرتشتیان و به هنگام خواندن برساد لازم است تا نام روز، ماه و گاه بجای آوردن نماز گفته شود؛ بنابراین نمازگزار باید نام روز و ماه را دانسته تا در پایان نماز، برساد را به نام گاه مورد نظر بخواند. همچنین به هنگام خواندن سروش باج یا لابه لای نیایش‌های دیگر قطعات مخصوص که مربوط به گاه خواندن نماز است خواسته می‌شود که باید مطالب ویژه گاه مورد نظر خوانده شود.
به هنگام آغاز گاه موبد آتشکده، ضمن خواندن اوستا در مقابل آتش با به صدا درآوردن زنگی که در آتشگاه و در کنار آفرینگانی آتش قرار دارد آغاز گاه تازه را به نمازگزارانی که در آتشکده هستند اعلام می‌کند. بنا بر دستورات دین زرتشت نیایش‌های روزانه را نباید نزدیک پایان گاه شروع کرد به طوری که گاه بعدی آغاز شود اما در خواندن اوستاهای بزرگ اگر گاه تمام شد برساد را باید به نام گاه قبلی خواند.
بهترین زمان برای نیایش یک ساعت پس از نیمه شب در اشهن گاه و سپس در گاه هاون و همچنین یک ساعت پس از آغاز ایوه سریترم گاه تا دو ساعت پس از آن می‌باشد که این ساعات بهترین زمان برای نیایش توصیه شده‌است.
در آغاز روز پس از خواندن اوستای بایسته، باید خورشید نیایش و مهر نیایش با هم خوانده شود و باید توجه نمود که خواندن هر یک از این نیایش‌ها یکی بدون دیگری جایز نیست، همچنین این نکته که خواندن خورشید نیایش، مهر نیایش و آبزور در پیش آتش آتشکده نارواست، در ضمن این نیایش‌ها و خورشیدیشت، مهریشت و آبان یشت را در شب یعنی گاه‌های ایوه سریترم و اشهن نباید خواند.
اوستاهای گاه هاون، رفتون، ازیرن، ایوه سریترم و اشهن گاه که هر یک به‌طور جداگانه قطعاتی از خرده اوستا را به خود اختصاص داده‌اند را باید در گاه مخصوص به خود خواند.
ماه‌نیایش را فقط در شب یعنی از آغاز ایوه سریترم‌گاه تا پایان اشهن گاه می‌توان خواند. سروش یشت فقط در ایوه سریترم گاه تا سه ساعت از شب گذشته خوانده می‌شود و در هنگامی دیگر خواندنش جایز نیست. در سر شب آتش نیایش باید پس از سروش یشت سر شب و در حضور آتش خوانده شود.
خواندن یزشنی و آفرینگانها بجز آفرینگان رپیتون در گاه هاون و خواندن وهیشتواش گاه در روز توصیه شده‌است، خواندن اهنودگاه یا یشت‌گاهان برای تندرستی چند روز پشت سر هم و خواندن پتت در ده روز پنجه و روز اورداد (کبیسه) و سه روز نخست درگذشتگان جایز نیست.